# Iso-Rummukka (sjö i Pieksämäki, Södra Savolax)
Iso-Rummukka är en sjö i kommunen Pieksämäki i landskapet Södra Savolax i Finland. Sjön ligger 106,5 meter över havet. Den är 14,76 meter djup. Arean är 1,26 kvadratkilometer och strandlinjen är 11,56 kilometer lång. Sjön  ingår i Vuoksens huvudavrinningsområde.   Den ligger omkring 68 kilometer norr om S:t Michel och omkring 270 kilometer nordöst om Helsingfors. 